# Архиепархия Монако
Архиепархия Монако (лат. Archidioecesis Monoecensis) — архидиоцез Римско-Католической церкви на территории Княжества Монако, подчиняющийся непосредственно Святому Престолу. Кафедральным храмом архиепархии Монако является Собор Святого Николая в г. Монако.

## История
30 апреля 1868 года декретом Священной Консисторской конгрегации из епархии Ниццы было выделено территориальное аббатство Святых Николая и Бенедикта, юрисдикция которого распространялась только на Княжество Монако.
Епархия Монако была учреждена в соответствии с буллой «Quemadmodum Sollicitus Pastor», изданной папой Львом XIII 15 марта 1887 года.
30 июля 1981 году папа римский Иоанн Павел II своей буллой Apostolica haec возвёл епархию Монако в ранг архиепархии. Эта булла стала результатом компромисса, достигнутого между папой и князем Монако Ренье III, в результате которого князь отказался от права патронажа и некоторых других привилегий в отношении главы монакской епархии.
Архиепископ Монако традиционно занимает также должность элемозинария князя Монако. Несмотря на то, что архиепископ Монако не является членом Епископской конференции Франции, он регулярно принимает участие в её работе.

## Приход Святого Духа
1 сентября 2001 года четыре прихода, граничащие с княжеством Монако (Босолей, Кап-д-Эл, Ла Тюрби и Пеий), были объединены в один приход — приход Сен-Эспри (приход Святого Духа). По соглашению между епископом Ниццы Жаном Бонфисом и архиепископом Монако Бернаром Барси приход Сен-Эспри, оставаясь в юрисдикции епархии Ниццы, перешёл под пастырское попечение архиепископа Монако.

## Ординарии Монако
- Аббаты территориального аббатства

1. 1868—1871 гг. Ромарик Флюжи (брат предполагаемого отца поэта Гийома Аполлинера)
2. 1871—1874 гг. Леандр де Ду, администратор аббатства
3. 1874—1875 гг. Хильдебран Мари делль Оро ди Джиосуе
4. 1875—1877 гг. Лоран Бьяль, апостольский администратор аббатства и епископ Вентимильи
5. 1877—1878 гг. Эмиль Вьяль
6. 1878—1887 гг. Шарль-Франсуа-Бонавентюр Тёре

- Епископы

1. 1887—1901 гг. Шарль-Франсуа-Бонавентюр Тёре
2. 1903—1915 гг. Жан-Шарль Арналь дю Кюрель
3. 1916—1918 гг. Виктор-Огюстен Ви
4. 1920—1924 гг. Жорж-Прюдан-Мари Брюлэ де Варанн
5. 1924—1936 гг. Огюст-Морис Клеман
6. 1936—1953 гг. Пиер Ривьер
7. 1953—1962 гг. Жиль Барт
8. 1962—1971 гг. Жан Рупп
9. 1972—1980 гг. Эдмон Абеле

- Архиепископы

1. 1981—1984 гг. Шарль-Амарен Бранд
2. 1985—2000 гг. Жозеф Сарду
3. 2000—2022 гг. Бернар Барси
4. 2022—н.в. гг. Доминик-Мари Давид